# Marktbrunnen Entfaltung

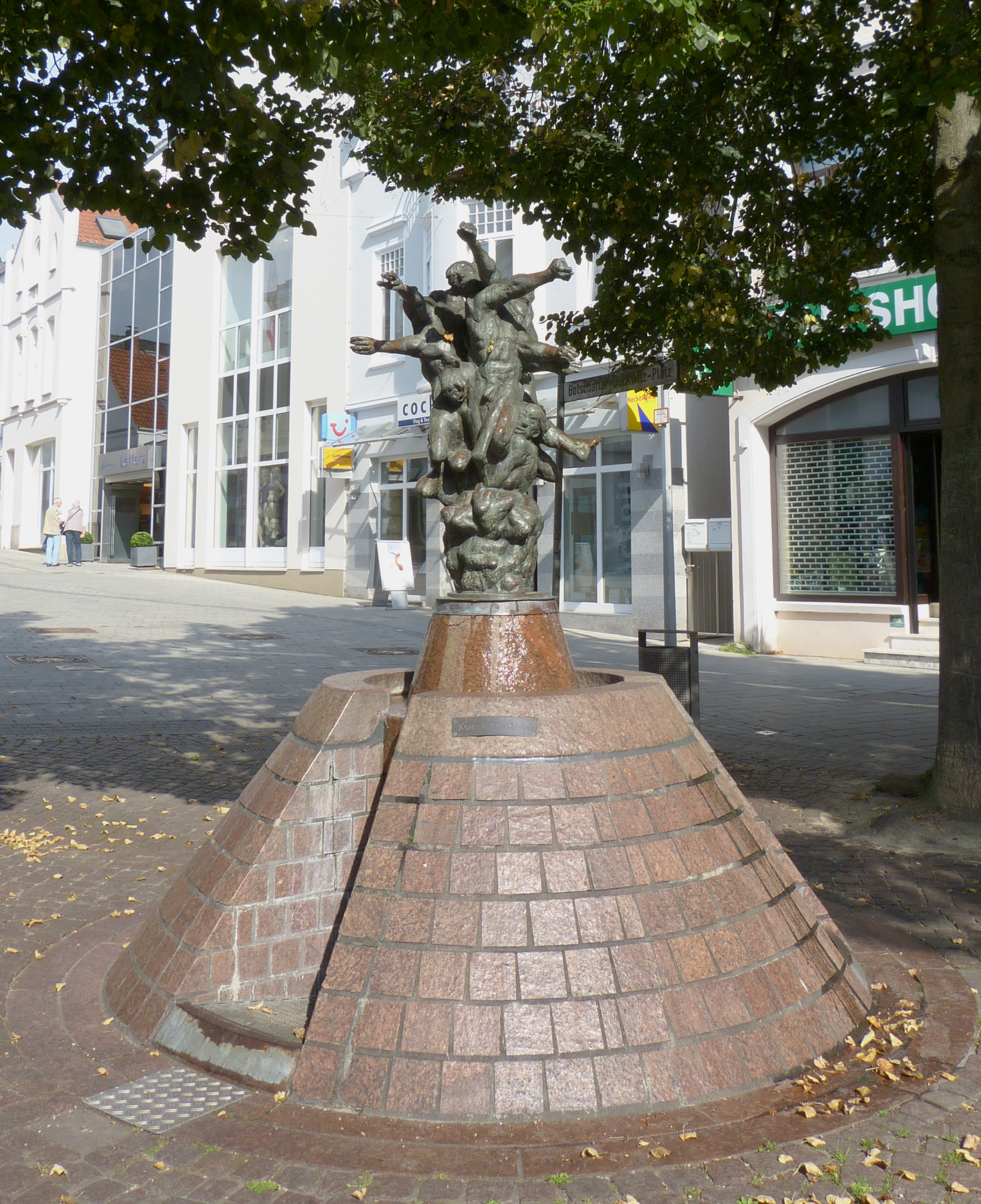
Marktbrunnen Entfaltung

Der Marktbrunnen Entfaltung steht in Bremen-Vegesack in der Reeder-Bischoff-Straße am Kleinen Markt bzw. Botschafter-Duckwitz-Platz. Er wird in der Liste der Brunnen der Stadt Bremen geführt. 
Die Brunnenskulptur von 1979 aus Bronze auf einem runden Steinsockel aus rotem Porphyr stammt vom Bildhauer Bernd Altenstein. Sie wurden von der swb AG, Bremens Energieunternehmen, gespendet und im Rahmen der Straßensanierung aufgestellt. Der Künstler stellt mehrere Figuren dar, die ihre Arme ausbreiten, also sich symbolisch entfalten, aber andere Figuren dabei (her)unterdrücken.
Von Altenstein stammen in Bremen noch u. a. Das Ende (1978) in den Wallanlagen, Waller Gespräche (1981)  auf dem Wartburgplatz in Walle, Blockdieker Gespräche (1982) in Osterholz, Zyklus Arbeit (1985), Relief im Innenraum der Oberpostdirektion, Arbeitende Hände (1987) in Gröpelingen auf dem Marktplatz, Genesende beim Klinikum Bremen-Mitte, Unser Planet auf dem Domshof und Fietje Balge (2001) hinter dem Schütting, beim Bremer Marktplatz und das Skulpturenensemble Vier Jahreszeiten (1991) am Ufer des Hollersees beim Park Hotel Bremen.